# Simfonia núm. 9 (Beethoven)
La Simfonia núm. 9 en re menor, op. 125, és la darrera simfonia de Ludwig van Beethoven, estrenada el 7 de maig del 1824. És una de les obres més transcendentals i, en alguns fragments també més popular, de la història de la música. El seu últim moviment, que incorpora una part de l'Ode an die Freude (Cant de joia) de Friedrich von Schiller, va ser molt innovador per l'època i va marcar un canvi decisiu en el món simfònic. És una música que s'ha convertit en un símbol de la llibertat i de la germanor entre els pobles i, des de 1986, és l'himne de la Unió Europea (UE).

## Història
Beethoven és el principal referent en la transició de l'estil clàssic a l'estil romàntic, el responsable de fer evolucionar l'esquema més tradicional de les formes musicals del classicisme per adaptar-les a aquesta incipient llibertat individual del romanticisme. Per entendre la seva capacitat innovadora en el camp de la composició cal tenir present que Beethoven és el primer músic que viu del que compon i així crea un precedent en l'ofici de compositor, deslliurant-se de càrrecs dins la cort o l'església a què estaven sotmesos altres músics com Bach, Haydn i Mozart.
La Novena simfonia, que va ser contemporània de la de la Missa Solemnis op. 123, de les 33 Variacions sobre un vals de Diabelli op. 120 i de la Consagració de la casa op. 124, és la màxima expressió de l'últim període creador de Beethoven. Aquesta obra va tenir una gènesi extremadament complexa, la comprensió de la qual requereix remuntar-se a la joventut del compositor.

### Projectes de joventut
Ja des de jove, quan encara vivia a Bonn, Beethoven va manifestar un gust pronunciat per la lectura de Goethe i de Friedrich von Schiller, amb els quals coincidia en determinats ideals que més tard seran presents en la seva obra: la naturalesa, l'amistat i la joia. Aquí cal destacar l'entusiasme per l'Oda an die Freude de Schiller, publicat el 1785 a Dresden. El 1792, amb vint-i-dos anys, el músic no havia escrit més que obres menors, la majoria de les quals són força desconegudes actualment; tanmateix el seu estil ja s'havia desenvolupat prou perquè fos valorat per entesos com Waldstein o Haydn.
A la darreria de 1792, poc abans de deixar Bonn per anar a Viena, el compositor es va fer amic d'un professor de dret, Ludwig Fischenich, amic personal del poeta Friedrich von Schiller, i li mostrà un poema que havia posat en música: Feuerfarbe de Sophie Mereau. Fischenich va mostrar la seva admiració a l'esposa de Schiller en una carta on anunciava, com una profecia, el futur cant de joia:
«Li envio una composició de la Feuerfarbe […]. És d'un jove d'aquí, del qual els talents musicals es faran universalment cèlebres… Vol també posar en música l'An die Freude de Schiller, i fins i tot totes les estrofes. N'espero alguna cosa perfecta; ja que, pel què el conec, tot ho porta al més gran i sublim.»

### Estrena
El 7 de maig de 1824, deu anys després de la Vuitena Simfonia, Beethoven dona a conèixer al món la seva Novena Simfonia en re menor, posteriorment coneguda com a «Simfonia Coral». La presentació va tenir lloc al Teatre de la Cort Imperial de Viena (Kärntnertortheater), ple de celebritats, aristòcrates, noblesa i reialesa. Ningú no va voler perdre's l'estrena de la simfonia esperada i de la que se suposava que seria l'última aparició pública del geni alemany, com efectivament va ser: en els tres anys següents, es va recloure a casa, afectat per diverses malalties que finalment el portarien a la mort.
Beethoven pujà a la tarima d'esquena al públic, i no es girà ni quan acabà el concert. La seva sordesa era total, no podia sentir absolutament res del que havia creat. Quan la simfonia va concloure, el teatre esclatà en aplaudiments, i una solista va alçar el braç del mestre i el va ajudar a girar-se perquè veiés, entre llàgrimes, com tot el públic, dempeus, l'homenatjava entusiasmat. Als 54 anys, Beethoven havia creat la seva obra més grandiosa i eterna.

## Instrumentació
En aquesta simfonia apareixen recursos mai vistos fins aleshores: una gran orquestra, un quartet de veus solistes (soprano, contralt, tenor i baríton) i cor.
L'orquestra està formada per: 1 piccolo, 2 flautes, 2 oboès, 2 clarinets, 2 fagots, 1 contrafagot, 4 trompes, 2 trompetes, 3 trombons, percussió i corda (violins I i II, violes, violoncels i contrabaixos). És una orquestra clàssica evolucionada en la que s'ha donat pes a la corda però també al metall i a la percussió.

## Textura, ritme, melodia, harmonia
La textura és molt diversa. Sorprèn el solo del baríton a tall de recitatiu amb el mínim acompanyament instrumental. El primer tema és presentat com una melodia acompanyada també pel baríton. Quan intervé el cor, generalment ho fa de manera homofònica. Constitueix una grandiosa arquitectura musical amb diverses textures que van des del recitatiu a la doble fuga. El text, en alemany, està molt ben integrat amb la música, i utilitza unísons del cor i els instruments de metall per donar èmfasi al missatge.
Dins del moviment hi ha canvis de ritmes, binaris i ternaris. La melodia continua seguint la clàssica proporció de vuit compassos. L'harmonia és tonal però ja molt desenvolupada. Els matisos d'intensitat queden repartits al llarg moviment, des del pianissimo al fortisimo passant per les intensitats intermèdies. Tanmateix predominen els forte, amb el que expressa de manera vehement el text en les parts corals. Predomina el tempo allegro. També apareixen un adagio i un andante, un presto i un prestissimo al final.

## Estructura
Se l'anomena «coral» per la presència del cor en la simfonia, un fet totalment excepcional en aquella època. Usualment se sol distingir entre Oda a la joia per a denominar al poema original de Schiller, i «Cant de joia» com a denominació del quart moviment de la Novena simfonia, que inclou una selecció del text de Schiller, les paraules introductòries de Beethoven, i, per descomptat, la música.
Va passar tant temps entre la composició de la primera simfonia (1800) i la vuitena (1812), com entre la vuitena i la novena (1824) i si l'estructura general d'aquesta última pot semblar clàssica amb els seus quatre moviments, cadascun d'ells innova, es desplega i pren proporcions excepcionals:
- 547 compassos per al primer moviment
- 1.414 per al segon (amb les seves repeticions, el da capo i la seva coda)
- 157 per al tercer moviment
- 940 per al quart moviment (finale).

### Esquema de l'obra
| Moviment | Indicacions de moviment                 | Compàs | Tempo | Tonalitat |
| -------- | --------------------------------------- | ------ | ----- | --------- |
| I        | Allegro ma non troppo, un poco maestoso | 2/4    | = 88  | re m      |
| II       | Molto vivace                            | 3/4    | = 116 | re m      |
| II       | Presto                                  | 2/2    | = 116 | re M      |
| II       | Scherzo da Capo al Coda                 | 3/4    | = 116 | re m      |
| II       | Coda (els 13 compassos finals)          | 2/2    | = 116 | re M      |
| III      | Adagio molto e cantabile                | 4/4    | = 60  | si♭ M     |
| III      | Andante moderato                        | 3/4    | = 63  | re M      |
| III      | Tempo I                                 | 4/4    | = 60  | si♭ M     |
| III      | Andante moderato                        | 3/4    | = 63  | sol M     |
| III      | Adagio                                  | 4/4    | = 60  | mi♭ M     |
| III      | Lo stesso tempo                         | 12/8   | = 60  | si♭ M     |
| IV       | Presto                                  | 3/4    | = 96  | re m      |
| IV       | Allegro assai                           | 4/4    | = 80  | re M      |
| IV       | Presto                                  | 3/4    | = 96  | re m      |
| IV       | Allegro assai                           | 4/4    | = 80  | re M      |
| IV       | Allegro assai vivace - Alla Marcia      | 6/8    | = 84  | si♭ M     |
| IV       | Andante maestoso                        | 3/2    | = 72  | sol M     |
| IV       | Allegro energico, sempre ben marcato    | 6/4    | = 84  | re M      |
| IV       | Allegro ma non tanto                    | 2/2    | = 120 | re M      |
| IV       | Prestissimo                             | 2/2    | = 132 | re M      |

### 1. Allegro ma non troppo, un poco maestoso
El primer moviment és en forma sonata amb els seus dos temes, el desenvolupament i la re-exposició. La simfonia arrenca de forma poderosa, amb un tema principal que transcorre en escales i variacions trepidants, amb incisos més endavant per als moments lírics, novament interromputs per la intensitat titànica de la composició. El volum de la simfonia és brutal per a l'època.

### 2. Molto vivace
El segon moviment és qualificat per alguns cronistes com "l'infern en flames", per la seva contundència i velocitat, suavitzat majestuosament en la recapitulació. És l'Scherzo i està col·locat en segona posició com en els Quartets de corda op. 18 núm. 4 i núm. 5, el Trio Arxiduc op. 97 per a piano, violí i violoncel, o la Sonata per a piano Hammerklavier núm. 29 op. 106.

### 3. Adagio molto e cantabile
El tercer moviment, l'adagio, presenta una forma de tema i variacions. És un moviment líric i lent en si major, un sisè menor allunyat de la clau principal de re de la simfonia. Es presenta en una forma de doble variació, amb cada parell de variacions elaborant progressivament el ritme i les idees melòdiques. La primera variació, com el tema, es troba en un compàs 4/4, la segona en 12/8. Cada parella de variacions estan separades per un passatge en 3/4. El primer en re major, el segon en sol major, el tercer en mi major i el quart en si major. La variació final és veu interrompuda en dues ocasions per diàlegs entre els violins principals i fanfares del tutti.
Una actuació dura uns 16 minuts.

### 4. Presto...
El moviment final està dividit en quatre seccions i pren les dimensions d'un oratori amb solistes i cor. La seqüència de les indicacions de tempo són les següents:
- Presto/recitativo -
- Allegro ma non troppo/recitativo -
- Vivace/recitativo -
- Adagio cantabile/recitativo -
- Allegro assai/recitativo -
- Presto/recitativo: "O Freunde" -
- Allegro assai: "Freude, schöner Götterfunken" -
- Alla marcia -
- Allegro assai vivace: "Froh, wie seine Sonnen" -
- Andante maestoso: "Seid umschlungen, Millionen!" -
- Adagio ma non troppo, ma divoto: "Ihr, stürzt nieder" -
- Allegro energico, sempre ben marcato: "Freude, schöner Götterfunken" / "Seid umschlungen, Millionen!" -
- Allegro ma non tanto: "Freude, Tochter aus Elysium!" -
- Prestissimo: "Seid umschlungen, Millionen!"

El moviment comença amb breus recapitulacions dels moviments anteriors, als quals els violoncels contesten amb comentaris inicialment pensats per a la veu humana. Finalment, el baix irromp amb una aclamació: "Amics no en aquests tons... " després del qual la melodia del Cant de joia és interpretat, primer per l'orquestra, i després pel cor. Els violoncels, les flautes i els oboès creen el clima i les veus masculines i femenines s'alternen declamant l'Ode an die Freude de Schiller acompanyades pel tutti orquestral.
La simfonia avança i s'eleva sobre si mateixa, i els cors arriben a nivells sonors extrems. Una doble fuga asserena el discurs que aviat desembocarà en el àgil i prolongat final, un desenllaç de simfonia únic. Beethoven volia impressionar els seus oients i subratllar els seus propòsits de fraternitat universal, i ho va aconseguir amb aquest moviment, que és més aviat un exercici operístic. El tractament de l'orquestra, d'altra banda, resulta insuperable.

## Text del moviment coral
Versos escrits pel poeta Friedrich von Schiller
(en cursiva, les paraules escrites per Beethoven)
Text original en alemany ---------------- Traducció al català
| Freude, schöner Götterfunken Tochter aus Elysium, Wir betreten feuertrunken, Himmlische, dein Heiligtum! Deine Zauber binden wieder Was die Mode streng geteilt; Alle Menschen werden Brüder, Wo dein sanfter Flügel weilt. Wem der große Wurf gelungen, Eines Freundes Freund zu sein; Wer ein holdes Weib errungen, Mische seinen Jubel ein! Ja, wer auch nur eine Seele Sein nennt auf dem Erdenrund! Und wer's nie gekonnt, der stehle Weinend sich aus diesem Bund! Freude trinken alle Wesen An den Brüsten der Natur; Alle Guten, alle Bösen Folgen ihrer Rosenspur. Küße gab sie uns und Reben, Einen Freund, geprüft im Tod; Wollust ward dem Wurm gegeben, Und der Cherub steht vor Gott. Froh, wie seine Sonnen fliegen Durch des Himmels prächt'gen Plan, Laufet, Brüder, eure Bahn, Freudig, wie ein Held zum Siegen. Seid umschlungen, Millionen! Diesen Kuß der ganzen Welt! Brüder, über'm Sternenzelt Muß ein lieber Vater wohnen. Ihr stürzt nieder, Millionen? Ahnest du den Schöpfer, Welt? Such' ihn über'm Sternenzelt! Über Sternen muß er wohnen. El Finale repeteix les paraules: Seid umschlungen, Millionen! Diesen Kuß der ganzen Welt! Brüder, über'm Sternenzelt Muß ein lieber Vater wohnen. Seid umschlungen, Diesen Kuß der ganzen Welt! Freude, schöner Götterfunken Tochter aus Elysium, Freude, schöner Götterfunken | Joia! Bella espurna divina, Filla de l'Elisi, entrem, ebris de foc Celestial, al teu santuari. Els teus encants tornen a lligar el que va separar el rigor. Fraternitza l'orbe sencera de les teves ales a la calor. A qui l'atzar ha donat verdadera amistat, qui consort dolç troba, ha sense parell felicitat. En la rodonesa terrenal seva una ànima invocar! A qui no li fos donat se sumiria en pesar! Al si de Natura joia liba l'ésser, la seva florida via segueixen mals, béns, a tot arreu. Petons, ceps, fidel amic fins i tot el morir ens va donar; el delit, als cucs; i al querubí, un gran Déu. Com els sols en la seva via magna, junts! oh! marxeu! i com a herois divertiu-vos dita, triomfs i felicitat! Abraceu-vos, oh! milions! Petó de la Humanitat! Brinda celestial bondat Pare al teu seguici sense parell Us postreu, oh! junts Davant del Creador Etern Prop de l'atzur, i reina Sobre el pla eteri. |

## Usos
La composició de Beethoven és l'himne oficial de la Unió Europea i ha estat usat en diversos altres contextos; per exemple, a la sèrie de televisió Die Hard i a la pel·lícula de Stanley Kubrick A Clockwork Orange.